# Limerick (hrabstwo)
Limerick (irl. Contae Luimnigh) – irlandzkie hrabstwo w prowincji Munster, leżące na środkowym zachodzie wyspy. Sąsiaduje z hrabstwami: Clare na północy, Cork na południu, Tipperary na wschodzie oraz Kerry na zachodzie.
Hrabstwo posiada dużą liczbę zamków. Nazwa Luimneach (oznaczająca pokryty płaszczami, pelerynami) wzięła się od pływających w rzece Shannon płaszczy po bitwie.

## Geografia
Przez hrabstwo przepływa rzeka Shannon, która płynie przez miasto Limerick i wpada do Atlantyku. Ponieważ estuarium jest płytkie, najbardziej znaczący port hrabstwa położony jest kilkanaście kilometrów na zachód od miasta Limerick – w Foynes. Znaczącym miastem poza Limerick jest Newcastlewest.

## Sport
Popularnym sportem w hrabstwie jest rugby. Hrabstwo wygrało krajowe zawody hurlingowe siedem razy, ostatnio w roku 1973.

## Miasta i wioski
- Limerick
- Abbeyfeale, Adare, Askeaton, Athea
- Ballingarry, Bruff
- Cappamore, Castleconnell, Croom
- Foynes
- Garryspillane
- Hospital
- Kilmallock
- Newcastlewest
- Oola
- Patrickswell
- Rathkeale
- Tuarnafola